# Христо Филипов
Христо Георгиев Филипов е български общественик, просветен деец, революционер и свещеник, деец на Вътрешната македоно-одринска революционна организация.

## Биография
Христо Филипов е роден през 1880 година в Петрич, тогава в Османската империя. Завършва последователно Сярското педагогическо училище и Българската духовна семинария в Цариград.
От 1903 година Филипов преподава в класното училище в Петрич. Присъединява се към ВМОРО и е избран в ръководството на местния комитет на организацията. През 1907 година е арестуван и прекарва заедно с баща си 6 месеца в затвора Еди куле в Солун.
След освобождаването си заминава за Сан Франциско, САЩ. Тук записва философия в университета. През 1911 година се завръща в родния си край и отново става учител в Мелник. През Балканската война е секретар и преводач на Фредерик Палмър, кореспондент на вестник „Ню Йорк Таймс“. В годините 1913 - 1914 е кмет на Петрич. През 1914 година е сред основателите на местното читалище „Братя Миладинови“ и член на първото му настоятелство. От 1914 до 1919 година е член на Окръжната постоянна комисия в Струмица.
След войните за национално обединение Филипов пак учителства. В 1928 година завършва философия в Софийския университет. Развива широка обществена дейност - основава школа за изучаване на чужди езици, включва се активно в дейността на Червенокръстката здравна организация, създава ученически лагер в местността Вършилото в Беласица.
През 1931 година е ръкоположен за свещеник в църквата „Свети Николай“ в Петрич, където служи до 1946 година. В последните години от живота се установява в София, където служи в храм „Свети Седмочисленици“.
Христо Филипов умира през 1964 година в София..